# Jungjong
Jungjong (16 avril 1488 – 29 novembre 1544), né sous le nom d'I Yeok (en coréen : 이역), est le onzième roi de la Corée durant la période Joseon.
Il a régné du 20 novembre 1506 jusqu'à sa mort.
Il succède à son frère ainé au trône, qu'il a renversé lors d'un coup d'État.